# Hornstedtia
Genre
Classification APG III (2009)

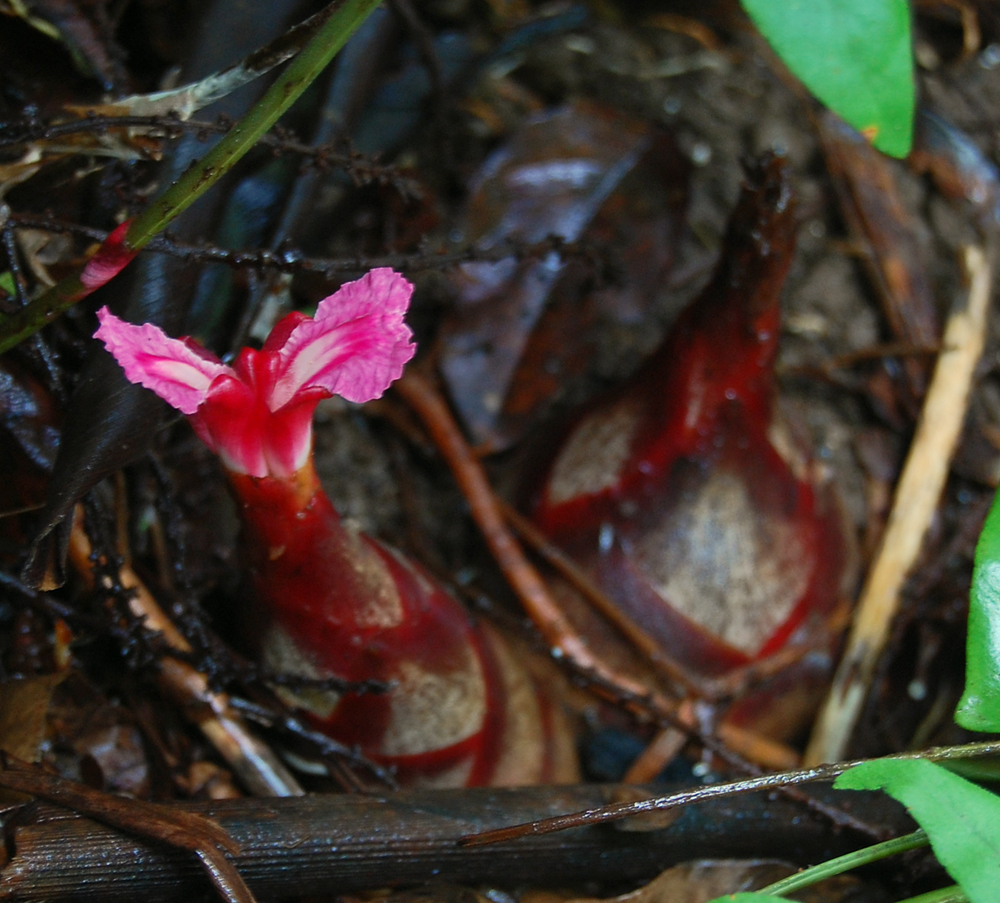
Inflorescence de Hornstedtia conica, à Sukabumi, en Indonésie.

Hornstedtia est un genre de plantes de la famille des Zingiberaceae.
Ce genre fut mentionné pour la première fois en 1791 par Anders Jahan Retzius, botaniste suédois, dans son ouvrage Observationes botanicae (Tome 6 page 18), qui dédia son nom à Claës Fredric Hornstedt (Hornst.) (1758-1809), naturaliste suédois.

## Liste des espèces et variétés
Selon World Checklist of Selected Plant Families (WCSP) (18 juil. 2010) :

## Espèces aux noms synonymes, obsolètes et leurs taxons de référence
Selon World Checklist of Selected Plant Families (WCSP) (20 sept. 2011) :

## Liste d'espèces
Selon NCBI (18 juil. 2010) :
- Hornstedtia conica
- Hornstedtia fenzlii
- Hornstedtia gracilis
- Hornstedtia hainanensis
- Hornstedtia havilandii
- Hornstedtia leonurus
- Hornstedtia minor
- Hornstedtia reticulata
- Hornstedtia sanhan
- Hornstedtia scottiana